# فرانكو بينيتيز
فرانكو بينيتيز (بالإسبانية: Franco Benítez)‏ هو لاعب كرة قدم أرجنتيني في مركز الوسط، ولد في 14 يونيو 1991 في بوينس آيرس في الأرجنتين. لعب مع ديبورتيفو إسبانول.

## وصلات خارجية
- فرانكو بينيتيز على موقع قاعدة بيانات كرة القدم.إي يو (الإنجليزية)
- فرانكو بينيتيز على موقع Soccerway.com (الإنجليزية)